# Aarne Hytönen
Aarne Jonatan Hytönen, född 20 oktober 1901 i Åbo, död 29 april 1972 i Helsingfors, var en finländsk arkitekt.
Hytönen idkade 1937–1959 ett samarbete med kollegan Risto-Veikko Luukkonen och erövrade tillsammans med denne flera uppmärksammade pris i arkitekttävlingar, som bland annat resulterade i planeringen av Gamla mässhallen i Helsinfors (1935), tillbyggnaden till Suomibolagens huvudkontor (1938, ursprungliga delen ritad av Armas Lindgren 1911) och Olympiaterminalen i Södra hamnen (1952).

## Bildgalleri

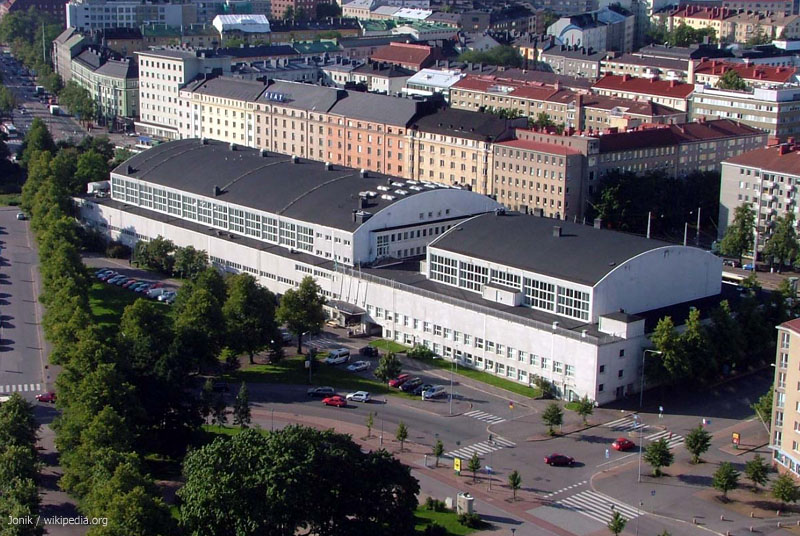
Tölö sporthall
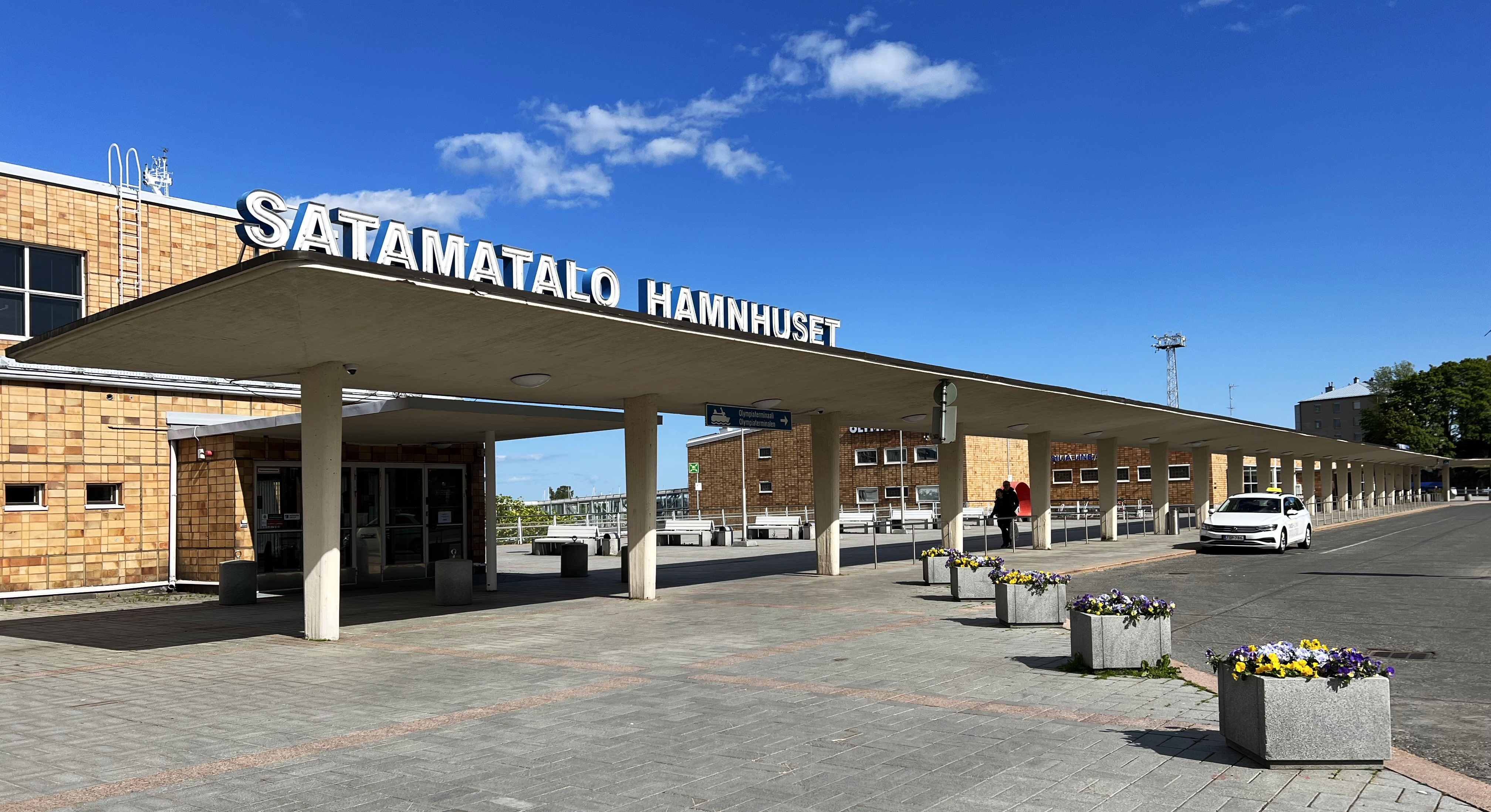
Hamnhuset och Olympiaterminalen
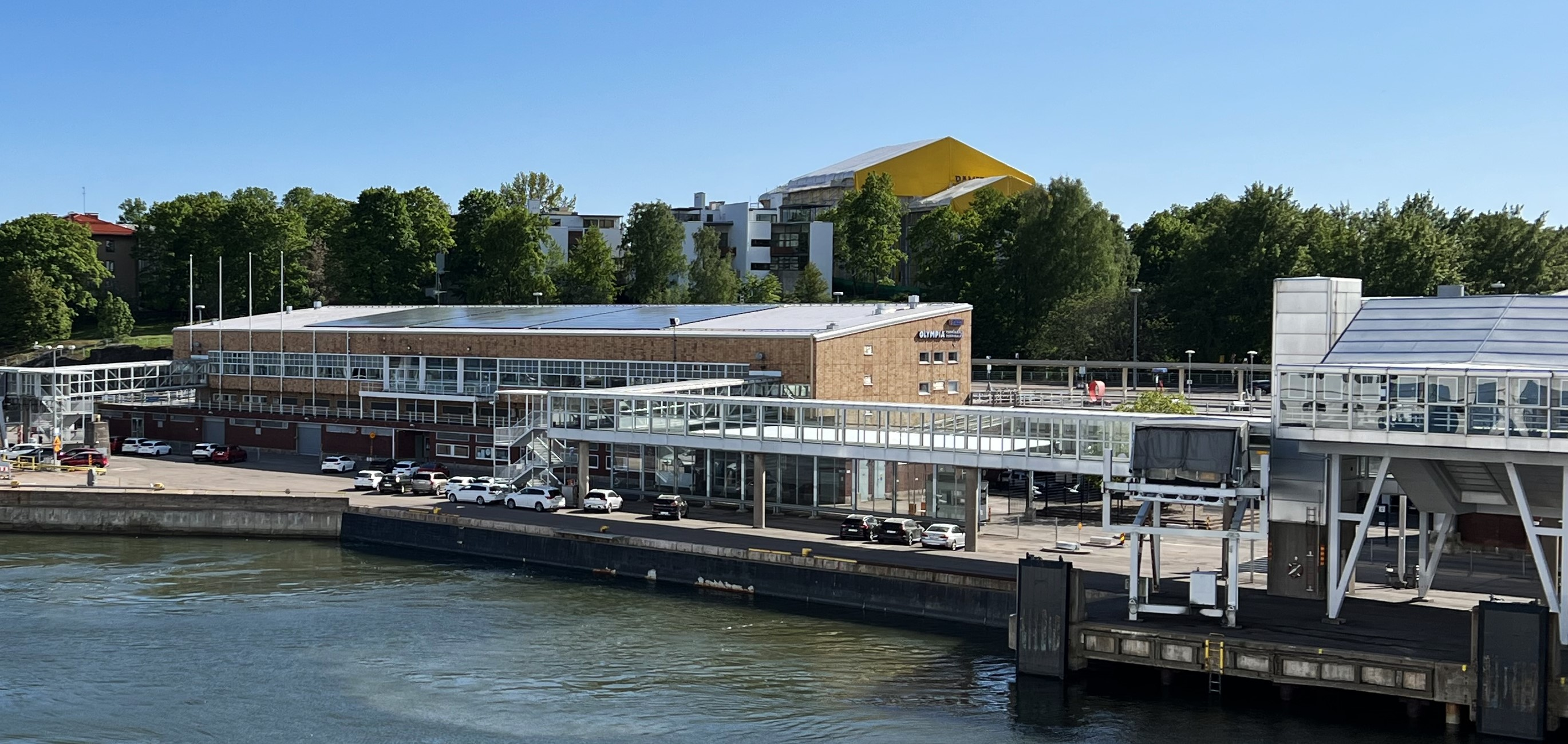
Olympiaterminalen
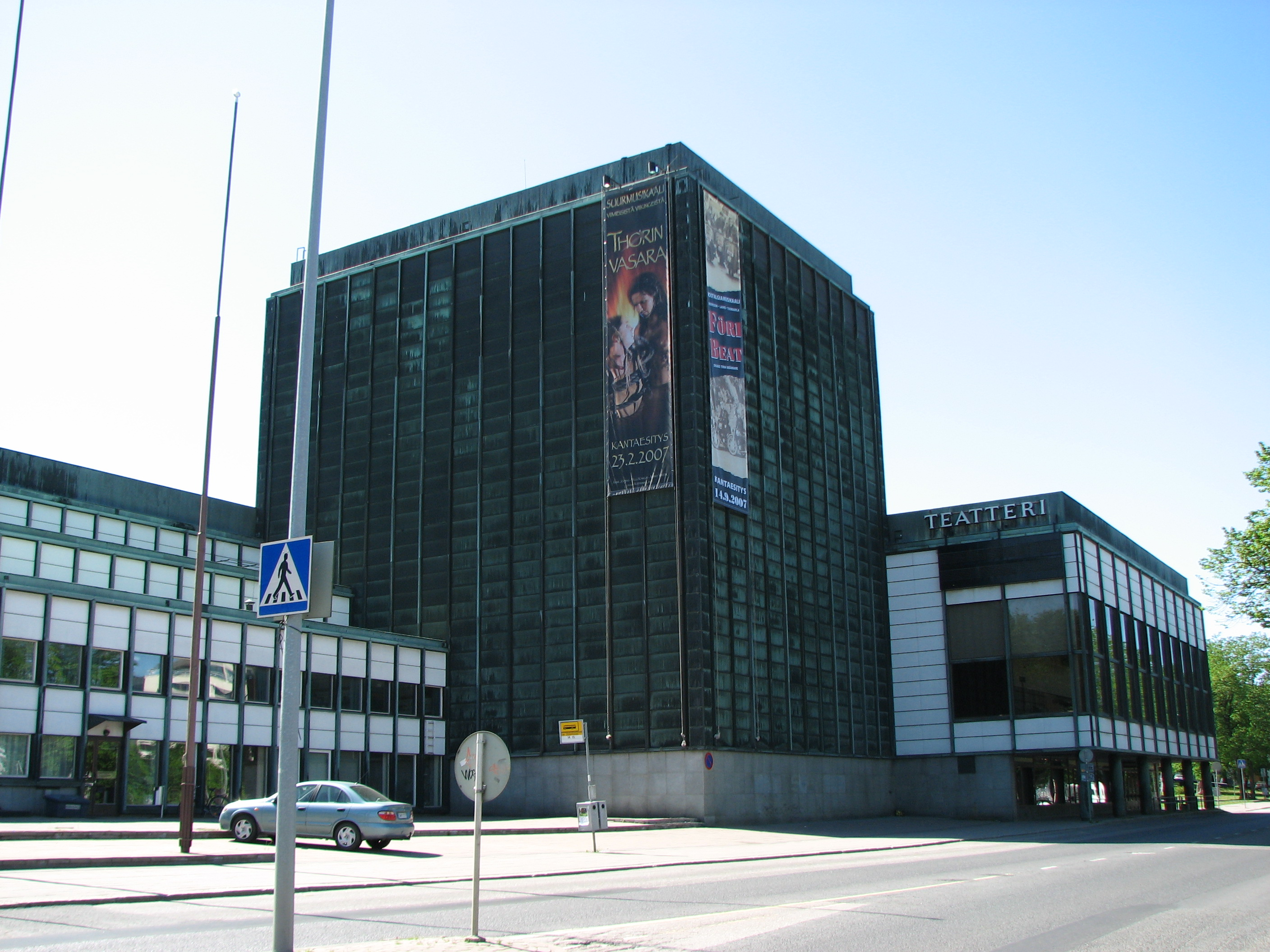
Åbo stadsteater (tillsammans med Risto-Veikko Luukkonen ja Helmer Stenros)